# 九里水头河
九里水头河，位于中国山东省文登市开发区街道，是东母猪河左岸支流，发源于汤泊村（原属文登营镇），西流至九里水头社区（原属于文城镇）南入东母猪河，全长8公里，流域面积41.6平方公里。